# Ząbkowiec strzępiasty

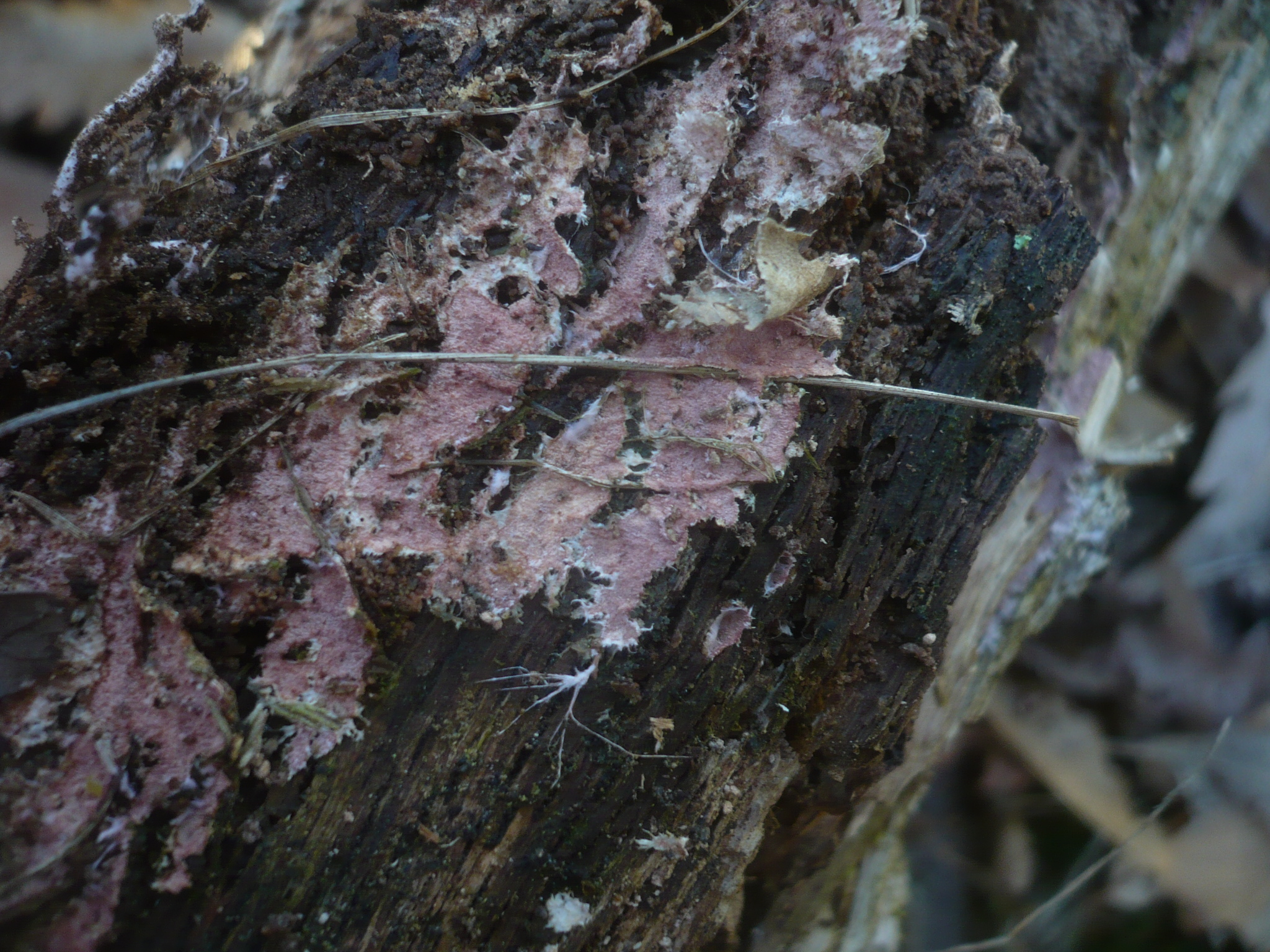

Ząbkowiec strzępiasty (Steccherinum fimbriatum (Pers.) J. Erikss.) – gatunek grzybów należący do rodziny ząbkowcowatych (Steccherinaceae).

## Systematyka i nazewnictwo
Pozycja w klasyfikacji według Index Fungorum: Steccherinum, Steccherinaceae, Polyporales, Incertae sedis, Agaricomycetes, Agaricomycotina, Basidiomycota, Fungi.
Po raz pierwszy takson ten opisał w 1796 r. Christiaan Hendrik Persoon nadając mu nazwę Odontia fimbriata. Potem zaliczany był do różnych innych rodzajów. Obecną, uznaną przez Index Fungorum nazwę nadał w 1960 r. John Eriksson przenosząc go do rodzaju Steccherinum.
Ma 10 synonimów. Niektóre z nich:
- Irpex fimbriatus (Pers.) Kotir. & Saaren. 2002
- Gloiodon fimbriatus (Pers.) Donk 1931[2].

Franciszek Błoński w 1889 r. nadał mu polską nazwę ząbkowiec strzępiasty i nazwa ta jest spójna z nazwą naukową. Władysław Wojewoda w 2003 r. zmienił ją na porokolczak strzępiasty, jednak ta nazwa jest niespójna z aktualną nazwą naukową.

## Morfologia
Owocnik
Rozpostarty, do podłoża dość słabo przyrośnięty. Zlewające się z sobą sąsiednie owocniki tworzą dość duży resupinat. Powierzchnia hymenialna kolczasta, słabo kłaczkowata lub podzielona, czasami błyszczącą, niekiedy żyłkowana, żółtawoszara w różowym odcieniu, niekiedy z purpurowym lub fioletowym odcieniem, albo purpurowobrunatna. Płonny brzeg strzępiasty z ryzomorfami, początkowo białawy, w końcu tej samej barwy co powierzchnia hymenialna. Kontekst skórzasty o grubości do 0,5 mm. Kolce o długości do 0,5 mm, dość odległe od siebie lub zebrane w gęste wiązki, rzadziej pojedyncze, zwykle różnie pozrastane, brodawkowate lub wydłużone, tej samej barwy co powierzchnia. Ich ostrza są wyraźnie włochate lub spiczaste z wiązkami białych szczecinek.
Zarodniki
Szeroko elipsoidalne, do odwrotnie jajowatych, o ścianach gładkich, bezbarwnych.

## Występowanie i siedlisko
Występuje na wszystkich kontynentach oprócz Antarktydy i Afryki. W Polsce podano liczne jego stanowiska. Liczne stanowiska podaje także internetowy atlas grzybów. Znajduje się jednak na Czerwonej liście roślin i grzybów Polski. Ma status R – gatunek potencjalnie zagrożony z powodu ograniczonego zasięgu geograficznego i małych obszarów siedliskowych.
Nadrzewny grzyb saprotroficzny. Występuje w różnego typu lasach na martwym drewnie, głównie drzew liściastych, rzadko iglastych. Zanotowano jego występowanie także na martwym owocniku lakownicy spłaszczonej (Ganoderma applanatum). Powoduje białą zgniliznę drewna.